# Нито дума
„Нито дума“ (на английски: Don't Say a Word) е американски психологически трилър от 2001 г. на режисьора Гари Фледър, по сценарий на Антъни Пекам и Патрик Смит Кели, адаптация на едноименния роман на Андрю Клаван. Във филма участват Майкъл Дъглас, Шон Бийн, Британи Мърфи, Гай Тори, Дженифър Еспозито, Фамке Янсен и Оливър Плат.